# 藍十字體育館
藍十字體育館,也被稱為戰爭紀念館,是一座位於紐約州羅徹斯特的綜合室內體育館。 

## 外部連結
- 官方网站